# Ketchikan
Ketchikan er en mindre by i Ketchikan Gateway Borough i den amerikanske delstat Alaska. Den har et areal på 13 km2
og en befolkning på 8.192 (2020) indbyggere.
Byen, som er Alaskas femtestørste, ligger i delstatens sydlige del på øen Revillagigedo Island.